# Roman Maximov
Pour les articles homonymes, voir Maksimov.
Roman Andreïevitch Maksimov (né le 2 mars 1988) est un coureur cycliste russe.

## Palmarès sur route
- 2006
  - 3e et 4e étapes de la Coupe du président de la ville de Grudziądz

- 2008
  - Trofeo Banca Popolare Piva 
  - Circuit de Cesa

## Classements mondiaux
| Année           | 2008 |
| --------------- | ---- |
| UCI Europe Tour | 418e |

## Palmarès sur piste

### Championnats du monde juniors
- 2005
  -  Médaille de bronze de la course aux points

### Championnats d'Europe
- Fiorenzuola d'Arda 2005
  -  Médaille de bronze de la poursuite par équipes juniors